# Tim Anderson
Timothy Devon Anderson Jr. (Tuscaloosa, Alabama; 23 de junio de 1993) es un campocorto estadounidense de béisbol profesional que juega en las Grandes Ligas (MLB) para los Miami Marlins

## Carrera amateur
Anderson asistió a Hillcrest High School en Tuscaloosa, Alabama, donde jugó baloncesto, llevando al equipo de baloncesto de la escuela al campeonato estatal. No comenzó a jugar béisbol hasta su tercer año debido a las lesiones sufridas en la cancha de baloncesto. En su tercer año, Anderson bateó (.333) como jardinero izquierdo. En su último año, Anderson jugó como infielder y bateó para (.420).
Anderson luego se inscribió en East Central Community College en Decatur, Mississippi, para jugar béisbol universitario. East Central fue la única escuela que le ofreció una beca. En su primera temporada, Anderson bateó (.360) con cuatro jonrones, 37 carreras impulsadas (impulsadas) y 30 bases robadas en 30 intentos. Sin embargo, no recibió ningún interés de Major League Baseball (MLB) y, por lo tanto, no fue seleccionado en el Draft de la MLB de 2012. Al regresar a East Central para su segundo año, Anderson tuvo una gran temporada, liderando a todas las universidades junior jugadores de béisbol con un promedio de bateo de (.495). Fue nombrado All-American de la División II de la Asociación Atlética Nacional de Universidades Juveniles del primer equipo. Se comprometió a transferirse a la Universidad de Alabama en Birmingham (UAB).

## Carrera profesional

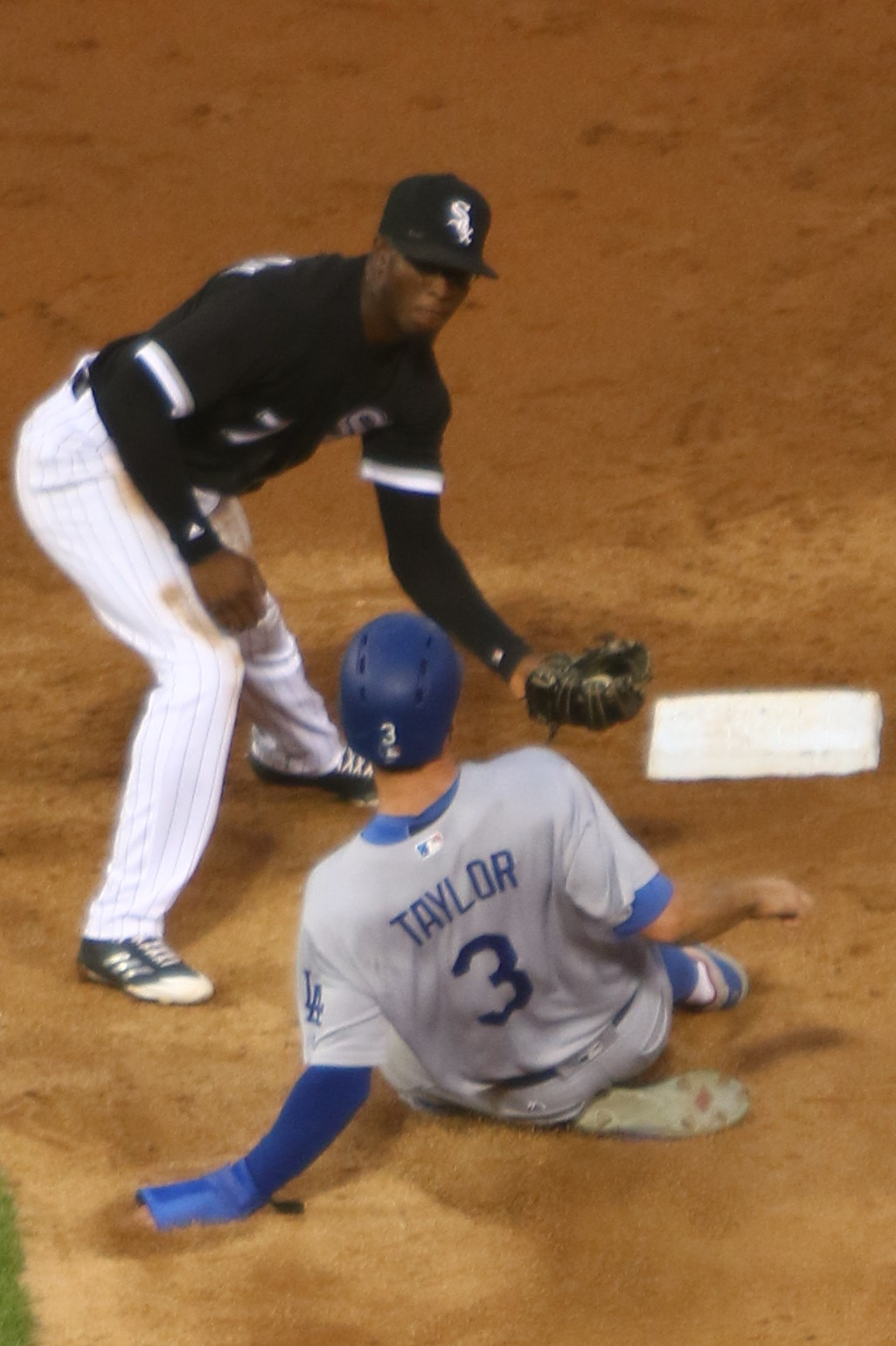
Anderson con los Chicago White Sox

Los Chicago White Sox seleccionaron a Anderson en la primera ronda, con la selección general 17, en el Draft de la MLB 2013. Anderson optó por firmar con los White Sox, en lugar de inscribirse en la UAB, por un bono por firmar de $ 2,164,000. Aunque se esperaba que hiciera su debut profesional con los Medias Blancas de Bristol de la Liga Apalache de nivel novato, los Medias Blancas eligieron asignar a Anderson a los Intimidadores de Kannapolis de la Liga Clase A del Atlántico Sur en su lugar, donde bateó (. 277 / .348 / .363).
En 2014, Anderson comenzó la temporada con el Winston-Salem Dash de la Clase A-Advanced Carolina League. Se rompió la muñeca a fines de junio y requirió cirugía. En 68 juegos, Anderson tuvo un promedio de bateo de (.297), seis jonrones, 10 bases robadas y 31 errores. Cuando regresó en agosto, los Medias Blancas lo promovieron a los Barones de Birmingham de la Liga Sur Clase AA, donde bateó (.364) en 10 juegos. Los White Sox asignaron a Anderson a los Glendale Desert Dogs de la Arizona Fall League después de la temporada regular.
Los White Sox invitaron a Anderson a los entrenamientos de primavera en 2015. Pasó la temporada con Birmingham, y bateó (.312) con cinco jonrones y 49 bases robadas, mientras que en defensa cometió 25 errores.
Invitado nuevamente a los entrenamientos de primavera en 2016, los Medias Blancas lo asignaron a los Charlotte Knights de la Liga Internacional Clase AAA al comienzo de la temporada. En 55 juegos para Charlotte, Anderson bateó (.304) con cuatro jonrones, 20 carreras impulsadas y 11 bases robadas.
El 10 de junio de 2016, los Medias Blancas designaron a Jimmy Rollins para la asignación y promovieron a Anderson a las ligas mayores. Anderson bateó (.283) con nueve jonrones en 99 juegos para los Medias Blancas.
Antes de la temporada 2017, Anderson firmó un contrato de seis años por valor de $ 25 millones, con dos opciones de clubes para las temporadas 2023 y 2024. En 2017 bateó (.257 / .276 / .402), dio bases por bolas en el 2.1% de sus turnos al bate (el porcentaje más bajo en las ligas mayores) y tuvo la proporción más baja de boletos por ponche en las mayores (0.08). En defensa, lideró las Grandes Ligas en errores, con 28, y en errores de fildeo (con 16) y errores de lanzamiento (con 12).
En 2018 bateó (.240 / .281 / .406). En defensa, empató en el liderato de las Grandes Ligas en errores de lanzamiento, con 12.
En 2019 bateó .335 (liderando las Grandes Ligas) (. 357 / .508). Tuvo el porcentaje de boletos más bajo en la Liga Americana (2.9%). Tuvo récords personales en hits con 167, a pesar de tener 88 apariciones al plato menos que en 2018. También tuvo un récord personal en dobles con 32 y carreras con 81. En defensa, lideró a todos los jugadores de Grandes Ligas en errores cometidos, con 26, y tuvo el porcentaje de fildeo más bajo de todos los torpederos de las Grandes Ligas (.951).
En general, con los Medias Blancas de Chicago 2020 , Anderson bateó (.322 / .357 / .529) con 45 carreras (empatado en el liderato de la Liga Americana), diez jonrones y 21 carreras impulsadas en 49 juegos. Ganó su primer Silver Slugger Award esa temporada.
El 10 de julio de 2021, antes de un juego contra los Baltimore Orioles, Anderson fue incluido por primera vez en el Juego de Estrellas de las Grandes Ligas de Béisbol de 2021, según anunció el entrenador de tercera base de los Medias Blancas, Joe McEwing. En el juego MLB Field of Dreams el 12 de agosto de 2021, Anderson conectó un jonrón en la parte baja de la novena entrada frente a Zack Britton para ganar el juego de los Medias Blancas sobre los New York Yankees, 9–8.

## Vida personal
Anderson y su esposa, Bria, tienen dos hijas. Residen en Chicago todo el año.
Anderson fue el atleta de portada de la entrega de 2021 de la serie de videojuegos RBI Baseball. Anderson dijo de este logro: “Definitivamente historia; simplemente sigue intentando hacer historia y sigue dejando esa gran huella”.